# Jean Audran
Jean Audran (Lyon, 28 de abril de 1667 — Paris, 17 de junho de 1756) foi um gravurista francês da família Audran, o terceiro filho de Germain Audran.

## Biografia
Jean nasceu em Lyon, irmão de Benoît Audran, o Velho; tendo aprendido os rudimentos da arte com seu pai, foi colocado sob os cuidados de seu tio, o famoso Gérard Audran, em Paris. Antes de completar vinte anos mostrou habilidade incomum, e tornou-se um gravurista muito famoso. Em 1706 foi nomeado gravador ao rei, com uma pensão e moradia na avenida des Gobelins. A mão de um grande mestre é perceptível em todos os seus trabalhos; e sem ter alcançado a extraordinária perfeição de Gérard Audran, sua pretensão à excelência é muito considerável.
O “Rapto das Sabinas”, baseado em Nicolas Poussin, é considerado sua obra-prima. Morreu em 1756. Seus principais trabalhos são:

## Retratos

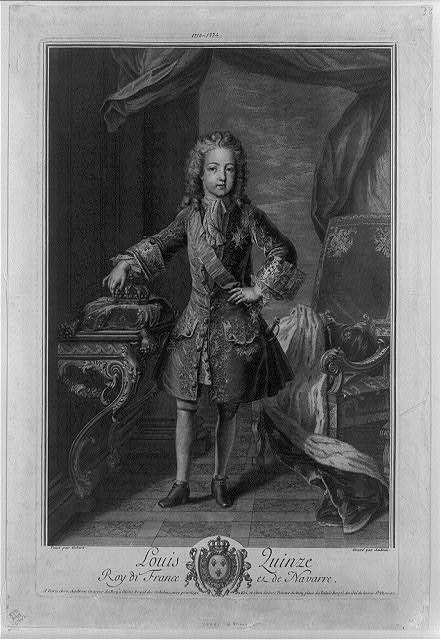
Retrato de Luís XV por Jean Audran.

- Luís XV; extensão total; baseado em Gobert.
- Maximiliano Emanuel, Eleitor da Baviera, com seu Pajem; extensão total; baseado em Joseph Vivien.
- Clemente Augusto da Baviera; baseado no mesmo.
- O Duque de Antin; baseado em Rigaud.
- O abade Jean d'Estrées; baseado no mesmo.
- Victor-Marie, Duque d'Estrées, Marechal de França; baseado em Zargilliere.
- Cardeal Pietro Ottoboni; baseado em Trevisani.
- François Fénelon; baseado em Vivien.
- François Pierre Gillet; baseado em Tortebat.
- François Robert Secousse; baseado em Rigaud.
- Peter Paul Rubens; baseado em van Dyck; para a Galeria de Luxemburgo.
- Noël Coypel, Pintor do Rei; baseado em Coypel.
- Antoine Coysevox, Escultor do Rei; baseado em Rigaud. [Os dois últimos foram gravados por Audran por ocasião de sua recepção na Academia em 1708.]

## Trabalhos baseados em vários mestres
- A ressurreição de Lázaro[2] baseado em Jouvenet;
- A entrada triunfal de Alexandre na Babilônia[3] baseado em Le Brun;
- A batalha de Arbela[4] baseado em Le Brun;
- A batalha do Grânico[5] baseado em Le Brun;
- A derrota de Poros[6] baseado em Le Brun;
- As rainhas persas aos pés de Alexandre[7] baseado em Le Brun;
- Poros perante Alexandre[8] baseado em Le Brun.